# Operation Eclipse
Operation Eclipse war im Zweiten Weltkrieg der Plan des Supreme Headquarters Allied Expeditionary Force (SHAEF) für die Besetzung Deutschlands. Er ging aus einer Reihe früherer Pläne (Rankin und Talisman) hervor, mit denen man 1943 unter Federführung des Chief of Staff to the Supreme Allied Commander (COSSAC) begonnen hatte.

## Entstehung
Planungen für den Fall einer frühzeitigen Beendigung des Krieges in Europa durch einen plötzlichen Zusammenbruch des deutschen Widerstands entstanden erstmals 1943 unter Leitung des COSSAC, des designierten Stabschefs des alliierten Oberbefehlshabers für die geplante Invasion des Kontinents, Frederick Morgan. Morgan hatte damals mehrere Planungsoptionen zu bearbeiten: einerseits Täuschungsoperationen, die den Druck auf die Sowjetunion an der Ostfront minimieren sollten, des Weiteren den eigentlichen Invasionsplan, aus dem schließlich die Operation Overlord hervorging, und schließlich Planungen für eine sofortige Landung auf dem Kontinent, sollte der deutsche Widerstand plötzlich enden. Er ordnete daher am 22. Mai 1943 den Beginn der Planungen für Operation Rankin an.

### Operation Rankin
Der Plan für Operation Rankin ging von der Voraussetzung aus, dass sich ähnlich wie 1918 eine Situation ergeben würde, in der der Widerstand der gegnerischen Streitkräfte plötzlich kollabieren würde. Die Planungen litten unter einem völligen Mangel von politischen Direktiven der beteiligten Regierungen, da zwischen diesen, insbesondere mit Moskau, über die Nachkriegsordnung noch keine Einigkeit herrschte bzw. hierüber auch zwischen London und Washington noch debattiert wurde. Ferner verfügte COSSAC noch nicht über einen Stab für zivile Angelegenheiten, und es bestand innerhalb der Roosevelt-Administration noch nicht einmal Klarheit darüber, inwieweit militärische Stellen überhaupt in zivile Angelegenheiten eingebunden werden sollten. Nicht zuletzt hatten die Planer kein historisches Vorbild einer ähnlichen Operation, an dem sie sich hätten orientieren können. Dennoch wurde ein vorläufiger Plan rechtzeitig für die Quadrant-Konferenz, die im August 1943 in Québec stattfand, fertiggestellt.
Dieser Plan sah vor, so schnell wie möglich strategische Räume zu besetzen, die es erlauben würden, die Forderung nach einer bedingungslosen Kapitulation durchzusetzen. Zudem waren Pläne für eine Rehabilitation der befreiten Länder enthalten. Die Briten sollten den nördlichen Raum (Niederlande, Dänemark, das Ruhrgebiet und Nordwestdeutschland) besetzen, die Amerikaner den südlichen (Belgien, Frankreich, Luxemburg und das Rheinland südlich von Düsseldorf). Die Hauptaufgabe der Truppen sollte die Entwaffnung der gegnerischen Streitkräfte sein, aber es wurde auch die Notwendigkeit zur Errichtung einer Militärverwaltung erkannt. Roosevelt und Churchill stimmten dem Plan in Québec zu und wiesen COSSAC an, mit den Planungen fortzufahren.
Im weiteren Verlauf der Planungen wurden drei unterschiedliche Fallstudien zugrunde gelegt:
- A: schneller Zusammenbruch Deutschlands, der eine frühzeitige Ausführung von Overlord erlaubte
- B: Rückzug der deutschen Armee an die Vorkriegsgrenzen
- C: bedingungslose Kapitulation

Als wahrscheinlichster Fall wurde Rankin-C betrachtet und die Planungen hierfür entsprechend intensiviert. Der vorläufige Plan für Rankin-C wurde Ende Oktober 1943 fertiggestellt und sah nicht mehr nur die Besetzung strategischer Räume, sondern die vollständige Besetzung Deutschlands vor. Hierfür wurde ein Besatzungsheer von 25 Divisionen als notwendig erachtet. Der Plan ging in wichtigen Fragen nicht ins Detail, so blieb offen, wie mit den entwaffneten feindlichen Soldaten zu verfahren wäre, ebenso wie mit Polizei und paramilitärischen Formationen. Die Frage einer Militärregierung wurde nicht erörtert, ebenso wenig wie die Repatriierung der alliierten Kriegsgefangenen und der Displaced Persons.
Mit dem Näherrücken des D-Day erhielten diese Fragen eine zusätzliche Dringlichkeit, sodass im April 1944 innerhalb des SHAEF allein 72 Studien über Nachkriegsfragen in Arbeit waren. Nach der erfolgreichen Landung in der Normandie wurden diese im Juli 1944 unter dem neuen Decknamen Talisman zusammengefasst.

## Operation Talisman/Eclipse

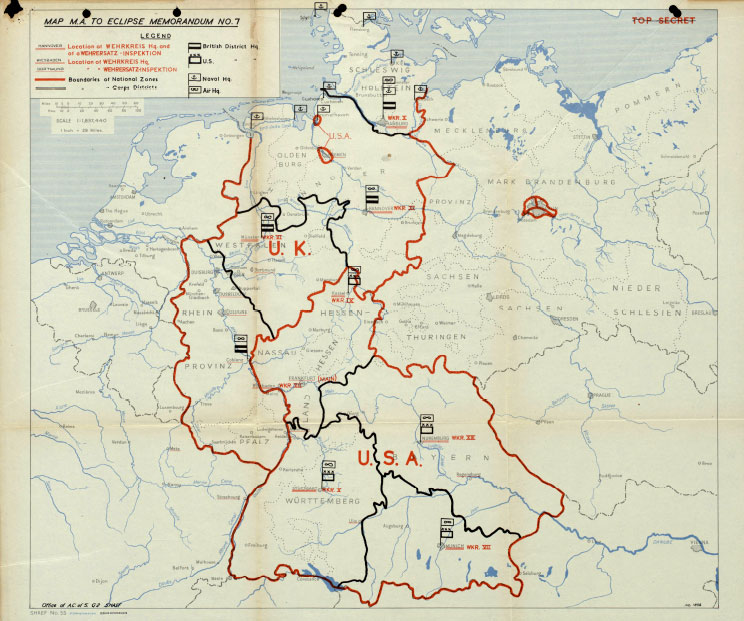
Karte zur geplanten vorläufigen Militäradministration des westlichen Deutschlands (Teil von Eclipse Memorandum No. 7), Anfang 1945

Operation Talisman sah als Hauptaufgaben des alliierten Militärs nach dem Ende des Konflikts vor:
- Entwaffnung der feindlichen Streitkräfte,
- Übernahme von Kriegsmaterial,
- Kontrolle der entwaffneten feindlichen Soldaten,
- Versorgung alliierter Kriegsgefangener,
- Durchsetzung der Direktiven der Besatzungsmächte,
- Denazifizierung durch Operationen der Counter Intelligence.

Weitere Aufgaben kamen im Laufe der Zeit hinzu. Das Besatzungsheer wurde auf 39 2/3 Divisionen vergrößert. Nach der Zweiten Québec-Konferenz vom September 1944 wurden die dort festgelegten Besatzungszonen in die Pläne eingearbeitet. Ein überarbeiteter Talisman Outline Plan wurde im Oktober 1944 ausgegeben. Nachdem eine Warnung vor einer Kompromittierung des Decknamens Talisman beim SHAEF eingegangen war, wurde der Deckname im November 1944 in Eclipse geändert.
Der Plan für Operation Eclipse, erstmals ausgegeben am 10. November 1944, bestand aus dem Appreciation and Outline Plan und insgesamt 19 Memoranden, von denen acht mit dem Appreciation and Outline Plan ausgegeben und der Rest in der Zeit bis zur deutschen Kapitulation hinzugefügt wurden. Von den drei alliierten Heeresgruppen waren zwei, die 21st (UK) Army Group und die 12th (US) Army Group für die Okkupation vorgesehen, während die 6th (US) Army Group nach der Kapitulation aufgelöst werden sollte. Diese Heeresgruppen entwickelten auf Basis der SHAEF-Direktiven ihre eigenen Operationspläne für Eclipse.
Eclipse sollte dann einsetzen, wenn entweder die Gesamtkapitulation unterzeichnet wäre oder der überwiegende Teil der deutschen Streitkräfte kapituliert hätte oder gefangen genommen wäre. Effektiv wurde Eclipse aber bereits vor dem Ende der Kampfhandlungen in den befreiten Gebieten umgesetzt. Ursprünglich enthielt der Eclipse-Plan auch eine Operation zur Einnahme Berlins durch Luftlandetruppen, was durch die von der Roten Armee geschlagene Schlacht um Berlin aber hinfällig wurde.